# Educação matemática no Brasil
A preocupação com a educação matemática é histórica. Na Grécia Antiga, a matemática era ensinada na escola pitagórica como um conhecimento necessário para a formação dos filósofos e dos futuros governantes. Em tempos recentes, destacam–se os trabalhos do matemático alemão Felix Klein e o surgimento da Comissão Internacional da Instrução Matemática. A educação matemática consagrou–se como movimento internacional com o Congresso Internacional de Educação Matemática (CIEM) e com a Comissão InterAmericana de Educação Matemática (CIAEM). Entretanto, para o estudo da educação matemática é também importante o estudo da história da matemática. No Brasil, o estudo da história da matemática tem como referência o próprio conhecimento matemático e pode ser dividida em quatro períodos, a matemática jesuíta, a matemática militar, a matemática positivista e a matemática institucionalizada.

## História
O currículo do ensino de matemática no curso secundário até a década de 1920 no Brasil era fragmentado, composto pela aritmética, álgebra e geometria (incluindo, trigonometria). Isto é, não existia uma disciplina intitulada matemática. Isto mudou com a promulgação do decreto nº 18.564, de 15 de janeiro de 1929, com a proposta de uma alteração na organização do curso secundário pelos professores do Colégio Pedro II ao Conselho Nacional de Ensino. Esta ideia de criar uma disciplina única vinha de um movimento internacional, cujo objetivo era reestruturar a educação matemática no curso secundário. Este movimento era liderado no Brasil pelo professor catedrático Euclides Roxo (1890 – 1950), então Diretor do Externato do Colégio Pedro II.
Euclides Roxo pretendia que a reforma no ensino de matemática no curso secundário do Colégio Pedro II fosse realizada de forma gradual, levando à maior participação dos professores nas apresentação de críticas e de sugestões e permitindo que todos os ajustes necessários à restruturação fossem feitos. Entretanto, com a promulgação da Reforma Francisco Campos em 1931, que instituia o mesmo programa de matemática para o curso secundário de todas as instituições de ensino, a ideia de promover inovações de maneira paulatina foi interrompida e as alterações propostas por Euclides Roxo foram implementadas apenas na primeira série e na segunda série no Colégio Pedro II.
Em relação à Reforma Rocha Vaz, a criação da disciplina matemática trouxe mudanças substanciais para a educação matemática. De acordo com o currículo proposto em 1925 pelo professor da Faculdade de Medicina do Rio de Janeiro Rocha Vaz, os dois primeiros anos do curso secundário deveriam ser dedicados exclusivamente ao estudo da aritmética. Em geral, aritmética, algebra e geometria foram fundidas, o estudo da aritmética teórica foi eliminado, um conjunto de noções geométricas foi incluído e o estudo da função foi reintroduzido depois de fazer parte do programa de matemática do Colégio Pedro II durante a Reforma Benjamin Constant (1890). A reforma de Euclides Roxo também propunha alterações na maneira pela qual os conteúdos deveriam ser ensinados. Euclides Roxo publicou a coleção Curso de Matemática Elementar, uma série de três compêndios  com orientações para professores baseadas nas diretrizes do Colégio Pedro II.

### Influências
As alterações nos programas de matemática do Colégio Pedro II estavam embasadas em idéias que estavam sendo discutidas e implementadas no ensino secundário de vários países desde o início do século XX, notadamente Alemanha, França, Inglaterra e Estados Unidos. Estas ideias representavam uma tentativa de adequar o ensino de matemática às mudanças provocadas pelo desenvolvimento industrial do final do século XIX, buscando tanto incluir conteúdos mais modernos nos programas de matemática quanto ajustar o ensino de matemática às novas correntes pedagógicas denominadas Escola Nova que colocavam o aluno como o centro do processo de aprendizagem. Euclides Roxo era um seguidor do matemático alemão Felix Klein, segundo o qual as tendências das reformas que ocorreram ao redor do mundo incluíam a predominância essencial do ponto de vista psicológico, a dependência da escolha da matéria a ensinar em relação às aplicações da matemática ao conjunto das outras disciplinas e a subordinação da finalidade do ensino às diretrizes culturais de nossa época.

### Contraposição
Joaquim de Almeida Lisboa foi um dos principais profissionais que colocou–se contrário às alterações propostas por Euclides Roxo. Euclides Roxo travou um debate com o também professor do Colégio Pedro II no Jornal do Commercio, que se estendeu por várias semanas e rendeu quatro artigos (além dos outros nove artigos sobre os motivos pelos quais estavam sendo implementadas as mudanças programáticas no curso secundário do Colégio Pedro II). A essência do debate entre Euclides Roxo e Joaquim de Almeida Lisboa permanece atual, sendo que hoje são levantadas as mesmas questões da época. Os professores Ramalho Novo e o Tenente Coronel Sebastião Fontes também publicaram artigos na imprensa, questionando as inovações implementadas por Euclides Roxo. Estas opiniões enfatizam a divisão da matemática superior em vários ramos de pesquisa, corroborando suas idéias de que os novos métodos estariam indo contra o desenvolvimento histórico da disciplina.

## PISA
O Programme for International Student Assessment ou Programa Internacional de Avaliação de Estudantes (PISA) é uma avaliação comparada internacional organizada pela Organização para a Cooperação e Desenvolvimento Econômico (OCDE) com estudantes a partir do oitavo ano do ensino fundamental na faixa etária dos 15 anos. No Brasil, o program é coordenado pelo Instituto Nacional de Estudos e Pesquisas Educacionais Anísio Teixeira (INEP).
De acordo com o INEP, o objetivo do PISA é gerar indicadores que contribuam para a discussão da qualidade da educação e corroborem políticas públicas para a melhoria do ensino básico nos países participantes.  O PISA acontece de três em três anos e e incluir Leitura, Matemática e Ciências. O PISA 2003 e o PISA 2012 focaram especialmente na Matemática.
Segundo o PISA, o letramento matemático é a capacidade dos indivíduos de formular, empregar e interpretar a matemática em diferentes contextos. Isto inclui raciocinar matematicamente e utilizar conceitos, procedimentos e ferramentas matemáticos para descrever, explicar e prever fenômenos. O letramento matemático ajuda os indivíduos a reconhecer o papel da matemática, fazer julgamentos bem fundamentados e tomar decisões no mundo.
O nível 2 é considerado o nível básico de letramento matemático, no qual os estudantes podem interpretar e reconhecer situações que requerem não mais que inferência direta e interpretação literal dos resultados. No nível 2, os indivíduos são capazes de extrair informações de uma única fonte, fazer uso de um único modelo de representação e aplicar conhecimentos básicos de matemática para resolver problemas simples. No PISA 2015, 70% dos estudantes brasileiros não alcançaram o nível 2 de letramento matemático.
| DESEMPENHO DO BRASIL EM MATEMÁTICA NO PISA | DESEMPENHO DO BRASIL EM MATEMÁTICA NO PISA | DESEMPENHO DO BRASIL EM MATEMÁTICA NO PISA | DESEMPENHO DO BRASIL EM MATEMÁTICA NO PISA | DESEMPENHO DO BRASIL EM MATEMÁTICA NO PISA | DESEMPENHO DO BRASIL EM MATEMÁTICA NO PISA | DESEMPENHO DO BRASIL EM MATEMÁTICA NO PISA | DESEMPENHO DO BRASIL EM MATEMÁTICA NO PISA | DESEMPENHO DO BRASIL EM MATEMÁTICA NO PISA |
|                                            | MÉDIA                                      | ABAIXO DO NÍVEL 1                          | NÍVEL 1                                    | NÍVEL 2                                    | NÍVEL 3                                    | NÍVEL 4                                    | NÍVEL 5                                    | NÍVEL 6                                    |
| ------------------------------------------ | ------------------------------------------ | ------------------------------------------ | ------------------------------------------ | ------------------------------------------ | ------------------------------------------ | ------------------------------------------ | ------------------------------------------ | ------------------------------------------ |
| 2000                                       | 334                                        |                                            |                                            |                                            |                                            |                                            |                                            |                                            |
| 2003                                       | 356                                        | 53,3%                                      | 21,9%                                      | 14,1%                                      | 6,8%                                       | 2,7%                                       | 0,9%                                       | 0,3%                                       |
| 2006                                       | 370                                        | 46,6%                                      | 25,9%                                      | 16,6%                                      | 7,1%                                       | 2,8%                                       | 0,8%                                       | 0,2%                                       |
| 2009                                       | 386                                        |                                            |                                            |                                            |                                            |                                            |                                            |                                            |
| 2012                                       | 389                                        |                                            |                                            |                                            |                                            |                                            |                                            |                                            |
| 2015                                       | 722                                        | 43,74%                                     | 26,51%                                     | 17,18%                                     | 8,58%                                      | 3,09%                                      | 0,77%                                      | 0,13%                                      |
| 2018                                       | 384                                        | 68,1%                                      | 68,1%                                      | 18,2%                                      | 9,3%                                       | 3,4%                                       | 0,8%                                       | 0,1%                                       |

## Desafios da educação básica
De acordo com a Sociedade Brasileira de Matemática (SBM) e a Associação Brasileira de Estatística (ABE), os desafios ensino básico de matemática no Brasil incluem:
- Formação dos professores do ensino básico de matemática é precária, principalmente nas primeiras séries do ensino fundamental. É essencial que os professores de tenham domínio sobre o conteúdo, de modo a estimular o raciocínio dos estudantes para a resolução de problemas e evitar repetições e reproduções de regras.
- Ensino básico de matemática é desigual entre os países. O alinhamento facilita processos de avaliação internacionais como o PISA, de modo que a reflexão sobre a experiência em outros países é importante para a discussão sobre políticas públicas para a educação matemática.
- Ensino básico de matemática não fornece suporte para outras disciplinas. A matemática é parte essencial da linguagem de todas as ciências, abordando tópicos que permitem que os estudem exprimam adequadamente leis da física, fenômenos químicos, biológicos, econômicos e sociais e aplicações tecnológicas à vida diária.

Em políticas públicas, os objetivos centrais do ensino básico de matemática são formar uma população letrada com domínio dos instrumentos quantitativos necessários para o cotidiano e para o mercado de trabalho, fornecer bases sólidas para a educação de nível médio e  de nível superior e estimular a vocação para profissões em áreas que são essenciais para o desenvolvimento social, científico e tecnológico do país e que requerem formação matemática especializada. Segundo a SBM e a ABE, as recomendações de políticas públicas para o ensino de matemática básico no Brasil incluem:
- Incrementar a formação matemática do professor do ensino fundamental com o acréscimo de pelo menos dois anos de matemática elementar aos currículos de pedagogia, a expansão e a melhoria dos programas de formação continuada para os professores que atuam no ensino básico e a inclusão de questões de matemática nos concursos de efetivação e nas avaliações dos cursos de pedagogia como o Exame Nacional de Desempenho de Estudantes (Enade).
- Garantir aos professores do ensino fundamental e do ensino médio o domínio profundo dos conceitos matemáticos ensinados em sala de aula, apoiando programas de formação continuada em parcerias universidade—escola e reformulando o currículo de licenciatura e os mecanismos de recrutamento de docentes.
- Estabelecer metas de formação consistentes como os critérios do PISA.
- Garantir no mínimo cinco horas—aula semanais de matemática.
- Incentivar atividades sistemáticas de difusão da matemática.
- Consolidar uma política de oferecimento de bolsas de mestrado profissional em matemática.

## Matemática moderna
Na década de 1940, a Reforma Capanema apresenta—se como uma reação à Reforma Francisco Campos e a matemática recua à matemática tradicional defendida por alguns professores como Joaquim de Almeida Lisboa. A Reforma Capanema orientou o ensino de matemática no Brasil até 1961, mas Euclides Roxo conseguiu manter suas orientações metodológicas para o curso ginasial. No início da década de 1950, foram desenvolvidos vários projetos para a melhoria do ensino secundário no âmbito mundial. Entretanto, com o lançamento do primeiro foguete soviético Sputinik em 1957 o governo norte—americano decidiu repensar o ensino de ciências e de matemática para diminuir a desvantagem tecnológica entre Estados Unidos e Rússia com o incentivo à criação de grupos de estudo e de novas propostas de currículo para as escolas. Isto acabou desencadeando um movimento internacional de modernização que ficou conhecido como Movimento da Matemática Moderna, provocando uma mudança radical no ensino de matemática com um distanciamento da prática e a uma separação entre matemática pura e matemática aplicada. 
Na década de 1950, foram realizadas quatro edições do Congresso Nacional de Ensino no Brasil com as primeiras manifestações das ideias defendidas pelo Movimento Internacional da Matemática Moderna. No entanto, o Movimento da Matemática Moderna no Brasil foi desencadeado pelas atividades do Grupo de Estudos do Ensino da Matemática (GEEM), fundado em outubro de 1961 por professores do Estado de São Paulo. Em 1966, a quinta edição do Congresso Nacional de Ensino no Brasil teve como foco a Matemática Moderna. Porém, com o golpe militar de 1964 não houve mais congressos. Na época, vários grupos de estudo se formaram como GEMEG, GEM, GEMPA, entre outros. O Movimento Matemática Moderna foi uma das reformas mais conhecidas do Brasil. Diferente da Reforma Capanema e da Reforma Campos, o Movimento Matemática Moderna não foi implantado por decreto. Especula—se que o fato do movimento ter acontecido em vários países talvez tenha contribuido para sua difusão no Brasil.
No final dos anos 1960, o crescente questionamento filosófico, político e cultural também colaborou para o desenvolvimento de uma nova visão do ensino da matemática e dos fatores que levam uma sociedade a estudar matemática. Então, emerge em nível mundial um movimento em favor de uma nova Educação Matemática a partir da ideia que as crianças se desenvolvem com ritmo próprio e aprendem por meio de respostas ativas e de experiências. No Brasil, surgem questionamentos sobre a qualidade e os objetivos do ensino da matemática. Entre os projetos mais conhecidos está Nuffield, cujo objetivo era por meio da relação com o mundo inserir gradativamente as crianças no processo do pensamento abstrato e proporcionar a formação de uma mente criativa, crítica e lógica. No final da década de 1980, o número de pessoas interessadas em dar um novo rumo à Educação Matemática aumentou consideravelmente. Na época, foi criada a Sociedade Brasileira de Educação Matemática (SBEM), além de cursos acadêmicos de especialização, mestrado e doutorado em Educação Matemática.

## Grupos acadêmicos de educação matemática no Brasil

### MatematiQueer
É um grupo sediado no Instituto de Matemática da Universidade Federal do Rio de Janeiro e formalmente cadastrado no diretório de grupos de pesquisas do CNPQ  desde 2020. O grupo trabalha a educação matemática com pesquisa e extensão em uma perspectiva de gênero e sexualidade.